# こがけん
こがけん（本名：古賀 憲太郎〈こが けんたろう〉、1979年〈昭和54年〉2月14日 - ）は、日本のお笑い芸人。吉本興業所属。

## 略歴
福岡県久留米市出身。福岡教育大学附属久留米小学校、福岡教育大学附属久留米中学校、福岡県立明善高等学校卒業。指定校推薦で慶應義塾大学商学部に入学。慶應義塾大学商学部を卒業後、2001年春に大学の同級生であるかんし（野寛志、現在はピン芸人「ピストジャム」として活動）とともに東京NSCに7期生として入学。NSC在籍時より、かんしと「マスターピース」というコンビ名で活動。2002年春にNSCを卒業するも、同年8月にマスターピースを解散。芸人を休業して板前修業に入る。
2008年5月1日、「ワンドロップ」として、かんしとのコンビを再結成し、芸人に復帰する。きっかけは共通の友人の結婚式の司会をしたことだった。なお、復帰にあたっては芸歴はリセットされておらず、吉本の公式プロフィールでは東京NSC7期生扱いとなっている。
その後、ワンドロップはコンビ仲が険悪となり、2012年6月末に解散。ピン芸人に転じ、コンビ末期から始めた歌ネタや映画ネタをメインに活動する。
2016年、『とんねるずのみなさんのおかげでした』（フジテレビ）の「博士と助手〜細かすぎて伝わらないモノマネ選手権〜」に出場。初参加でファイナリストに選ばれるなど善戦し、この時披露した「ハリウッド映画のモノマネ」およびそのオチのセリフ「オーマイガー」が代表的な持ちネタとなる。
2019年、R-1ぐらんぷりの決勝に初進出。同年、おいでやす小田とピン芸人同士のユニット「おいでやすこが」を結成してM-1グランプリに挑戦し、3回戦進出を果たす。
2020年、歌ネタ王決定戦のファイナリストとなる。さらに、同年のM-1グランプリに「おいでやすこが」として出場し、ピン芸人同士によるユニットとしては大会史上初のファイナリストとなり、準優勝に輝いた。
2021年11月、出身地の久留米市から「くるめふるさと大使」に任命された。

## 芸風

### 歌ネタ
耳馴染みのある歌にオリジナルの歌詞をつけ洋楽風に歌うといった芸を得意とする。即興も可能。ロック風やラテン風など、バリエーションも多い。初めは『「人志松本の○○な話』（フジテレビ）の「ハマっている芸人」や『バカソウル』（テレビ東京）などにて披露した。
R-1ぐらんぷり、歌ネタ王決定戦においても、この特技を使った歌ネタコントで決勝に進出。
M-1グランプリでは、入りだけ聞けばカラオケで人気のあるJ-POPのようであるが、その実完全別のメロディー・歌詞のオリジナル曲を歌っている、というボケ芸を披露した。決勝で披露した曲の続きを岡崎体育がメロディーをつけ歌い上げたことも話題になった。

### モノマネ・エンタメ解説
ハリウッド映画の登場人物に扮し、マニアのみわかる細かすぎて伝わらないモノマネを得意とする。前述の『とんねるずのみなさんのおかげでした』の「博士と助手〜細かすぎて伝わらないモノマネ選手権〜」で披露し、以後持ちネタとしている。
映画好きが高じ、映画好きの芸人を迎えてのトークライブ「こがけんシネマクラブ」を定期開催している他、雑誌に映画評論を寄稿、グラミー賞やアカデミー賞等映画賞の直前特番のMCや解説、映画PRイベントに出演、『まもなく金曜ロードショー』（日本テレビ）へナビゲーターとして出演と、活動の幅を広げている。

### 料理
板前修行で鍛えた料理の腕を披露することもある。
『やりすぎコージー』（テレビ東京）の「芸人軍団お抱えシェフ　手料理うまい王決定戦!」にて、千原ジュニア（千原兄弟）率いるJリーグのお抱えシェフとして出場。丸鶏一羽を手際よく解体してみせ、なだ万スーパーダイニングジパング赤坂店料理長の黒田廣昭に「持って生まれたセンスがある」と絶賛され優勝。金のフライパンと金のコック帽が贈呈された。
『『ぷっ』すま』（テレビ朝日）の「芸能界お抱えシェフ-1グランプリ」にも千原ジュニア率いるJリーグのお抱えシェフとして出場し、またもや優勝を飾る。推薦者である千原ジュニアのいちおしメニューは「鶏肉のガランティーヌ」。公式ブログにてレシピが公開されている。また、このレシピは2021年2月24日放送の『家事ヤロウ!!!』（テレビ朝日）でも披露し、その後も同番組に出演している。
板前時代に働いていた店にてまかない飯を調理する凱旋ロケを行ったこともある他、多数の番組でオリジナルメニューとその腕を披露している。

## 人物・エピソード
- 実家は久留米市内で創業100年を超える大衆居酒屋「古賀久」を営む[29]。
- 大学在籍時は大所帯の音楽サークルの代表を務めていた。そこでバンド活動を行っていたことが、現在の芸風にたどり着くきっかけになった[7]。
- SAPIXで予備校講師を務めていた経験を持つ（担当は国語）[30][31]。
- 阿佐ヶ谷姉妹と仲が良く、家族ぐるみで付き合いがある[32]。こがけんがひとり頭の中で主旋律を流してハモリのパートだけを歌いにカラオケに行っていると話したところ、渡辺江里子も同じことをしていたと意気投合。COVID-19流行以前は食事後にハモリとコーラスをするカラオケ会を三人でよく行っていた。ただし木村美穂は楽しく歌いたいので、カラオケが趣味の場ではなく修行の場になっていると苦言を呈している[33]。
- NSCで印象的だった友人としてもう中学生を挙げており、こがけんが好きなパンをあげたところ、もう中学生はその味に感動し、今でも電話の締めには「また一緒にパン食べようね」と添えるという[34]。もう中学生はM-1グランプリ2020のおいでやすこがを見て涙を流したといい、後輩に「こがくんが夢を見せてくれた」と語っている[35]。
- R-1ぐらんぷりや歌ネタ王選手権等の賞レースに参加する際に音源を流す音響オペレーターを、参加開始当初から八木崇（うるとらブギーズ）か秋月啓志（高校ズ）の都合がつくほうに頼んでいる。佐々木崇博（うるとらブギーズ）に頼んだこともあったが、技術面の問題から前述の二者に絞られていった。

## 出囃子
- Journey「Any Way You Want It」

## 出演
現在活動中のユニットおいでやすこがでの出演は、おいでやすこが#出演を参照。

### テレビ番組

#### 主なバラエティ出演
- エンタの天使「ろくでもないロック魂 第11回」（日本テレビ、2009年7月30日）[36]
- やりすぎコージー「第一回芸人軍団お抱えシェフ 手料理うまい王決定戦!」（テレビ東京、2010年6月14日）[24]
- ざっくりハイボール「ザ・決着 芸人ガチ喧嘩 コンビ解散」（テレビ東京、2012年7月21日）[37]
- 人志松本の○○な話「好きなものの話 ハマっている芸人」（フジテレビ、2011年7月29日・8月5日）[38]
- バカソウル （テレビ東京、2011年11月19日）[39]
- 『ぷっ』すま（テレビ朝日）
  - 「芸能界お抱えシェフ-1グランプリ」（2011年12月9日）
  - 「芸能界お抱えシェフ-1グランプリ グランドチャンピオン大会」（2012年12月1日）
- とんねるずのみなさんのおかげでした「博士と助手〜細かすぎて伝わらないモノマネ選手権〜」（フジテレビ） - 不定期出演
- にちようチャップリン（テレビ東京） - 不定期出演[40]
- 勇者ああああ（テレビ東京、2019年5月10日・17日）[41][42]
- やりすぎ都市伝説（テレビ東京、2019年5月24日）[43]
- ネタパレ（フジテレビ、2019年8月9日）[44]
- ウチのガヤがすみません!（日本テレビ、2020年9月8日 - ） - 不定期出演[45]
- 家事ヤロウ!!!（テレビ朝日、2021年2月24日）[46]
- 歌ネタゴングSHOW 爆笑!ターンテーブル（TBS、2021年4月11日・10月5日）[47]
- クイズプレゼンバラエティー Qさま!!（テレビ朝日、2021年4月26日）[31]
- もう中TV（静岡朝日テレビ、2021年5月5日・6日）[48]
- 福岡ゲンジン 第2弾（2021年11月19日、福岡放送）[49]
- プレバト!!（MBS・TBS、不定期） - 俳句・特待生3級、水彩画・特待生1級、バナナアート・特待生5級
- 水バラ 1歩1円ウォー金キング対決旅（2023年5月17日・2024年1月31日・2024年8月28日） - こがけんチームリーダー ※第1・2弾（2022年10月26日・2023年1月11日）もおいでやすこがとして出演。リーダー。

他、多数

#### 情報番組
- スッキリ（日本テレビ）
  - （2021年4月28日、5月28日、9月3日） - 映画プレゼンター、天の声として出演[50]
  - SHOW CASE コーナー（2021年7月7日 - 21日）- 2021年7月期マンスリーMC[51]
- バリはやッ!ZIP!（2022年10月3日 - 、福岡放送） - コーナーレギュラー（「OH! MY GOD! こがけん、あのね!」（月⁻金）、「わが町自慢!バリはやッ!町内放送」（月））

#### 映画・音楽番組
- 第63回 グラミー直前SP特番「輝け!オレミー賞」（スペースシャワーTV、2021年3月3日） - MC[19]
- まもなく金曜ロードショー（日本テレビ、2021年5月28日、9月3日 - 10月1日）- ナビゲーター

#### テレビドラマ
- イチケイのカラス 第10話（フジテレビ、2021年6月7日） - 傍聴マニア 役[52]
- 鉄道捜査官 19作目（テレビ朝日、2021年8月2日） - 捜査一課係長 役[53]
- オクトー 〜感情捜査官 心野朱梨〜第2話・第8話・第9話（2022年7月7日 - 9月8日、読売テレビ・日本テレビ系） - 綿貫猛司 役
- 王様に捧ぐ薬指（TBSテレビ、2023年4月18日） - 結婚式場に来たカップルの男性 役
- たとえあなたを忘れても（朝日放送テレビ・テレビ朝日、2023年10月22日 - ） - 田村俊貴 役[54]
- 毒恋〜毒もすぎれば恋となる〜（TBS、2024年9月17日 - 12月10日） - 風間公太郎 役[55]
- 下山メシ第7話（テレビ東京、2024年12月26日） - 店長（ビビカレー）
- 問題物件 第6話（2025年2月19日、フジテレビ） - 宮下博 役[56]
- シバのおきて〜われら犬バカ編集部〜（2025年9月30日〈予定〉 - 、NHK総合）[57]

### Web配信
- LIVE BEACON 2021（2021年1月11日、Billboard JAPAN公式TikTokアカウント） - MC[58]
- アカデミー賞授賞式直前パーティ!（2021年4月16日、WOWOW公式YouTubeチャンネル）[20]
  - みんなでパーティ!アカデミー賞授賞式!（2021年4月26日、WOWOW公式YouTubeチャンネル）- MC[59]
- 24時間TikTok LIVE 2021（2021年7月4日、TikTok JAPAN公式アカウント）- アーティストとして出演[60]
- ホラー好き大注目!海外ドラマ『チャペルウェイト 呪われた系譜』徹底ガイド（2021年12月1日 - 24日（全4回）、Amazon Prime Video） - MC
- こがけん先生の映画クリニック（2023年4月17日 - 、Lemino）

### ラジオ
- こがけんのオールナイトニッポン0(ZERO)-SUMMER SONIC 2022 SP-（2022年7月10日、ニッポン放送）

### 映画
- イソップの思うツボ（2019年8月16日公開、アスミック・エース、監督：浅沼直也・上田慎一郎・中泉裕矢） - 本人役[61]
- 劇場版 ほんとうにあった怖い話 事故物件芸人2 CASE1（2021年5月14日公開、監督：天野裕充） - 主演・高木総一郎 役[62]
- 99.9-刑事専門弁護士-THE MOVIE（2021年12月30日公開、松竹） - 役名不明[63]

### 舞台
- ミュージカル『GREASE』（2021年11月11日 - 12月5日、シアタークリエ） - ティーンエンジェル 役[64]
- スーパー銭湯LIVE「ユーラン・ルージュ〜笑いの源泉かけ流し!〜」（2022年6月3日・4日、よみうりホール）[65]
- バンズ・ヴィジット 迷子の警察音楽隊（2023年2月7日 - 23日、日生劇場／3月6日 - 8日、梅田芸術劇場シアター／3月11日・12日、刈谷市総合文化センター）
- ミュージカル『スウィーニー・トッド フリート街の悪魔の理髪師』（2024年3月9月 - 30日、東京建物 Brillia HALL） - ビードル 役[66]
- ミュージカル『Once』（2025年9月9日 - 28日〈予定〉、日生劇場 / 10月4日・5日〈予定〉、御園座 / 10月11日 - 14日〈予定〉、梅田芸術劇場 メインホール / 10月20日 - 26日〈予定〉、博多座） - シュヴェッツ 役[67][68]

### イベント
- TGC KITAKYUSHU 2022 by TOKYO GIRLS COLLECTION - MC

### 雑誌
説明記載がないものはすべて映画評論の寄稿。
- BRUTUS 映画監督論（2020年11月2日発行）
- BRUTUS 猫特集（2021年4月1日発行）- インタビュー
- anan
  - 2021年7月28日号
  - 2021年9月15日号[69]
- キネマ旬報（2021年8月下旬号）[70] [71]
- POPEYE（2021年9月号）[72]

### CM
- 日清食品「どん兵衛」『東西だし比べ篇』（2021年11月1日 - ）[73]
- アコム「侍ビッグ3」
  - 『部屋探し編』（2022年3月3日 - ）[74]
  - 『サウナ編』（2022年6月27日 - ）[75]

### PR
- 映画『ミナリ』PR
- 映画『ジェントルメン』PR・論評[22]
- 映画『ザ・スーサイド・スクワッド “極”悪党、集結』PR[76]

## ライブ

### 単独ライブ
- 『KOGA!KOGA!KOGA!』（阿佐ヶ谷ロフトA）- 2012年7月7日・12月24日
- 2015年12月6日 - 『こがけん』（渋谷シアターD）
- 2019年4月29日 - 『こがけんのOH MY GOD！〜ベスト&モア〜』（ヨシモト∞ホール）[77]

### こがけんシネマクラブ
- 2016年10月15日 - 『こがけんシネマクラブ』（新宿ネイキッドロフト）
- 2017年4月28日 - 『こがけんシネマクラブ vol.2』（新宿ネイキッドロフト）
- 2018年4月3日 - 『こがけんシネマクラブ vol.3』（新宿ネイキッドロフト）
- 2018年7月3日 - 『こがけんシネマクラブ presents グレイテストショーマンFANCLUB』（下北沢ろくでもない夜）
- 2018年10月16日 - 『こがけんシネマクラブ vol.4〜#カメラを止めるな 感染バージョン〜』（新宿ロフトプラスワン） ゲスト：上田慎一郎
- 2019年6月22日 - 『こがけんシネマクラブ presents ボヘミアンラプソディーFANCLUB』（下北沢ろくでもない夜）
- 2019年9月24日 - 『こがけんシネマクラブ presents グレイテストショーマン FUNCLUB vol.2』（下北沢ろくでもない夜）

### 企画ライブ
- 2021年1月から月1定期開催 - 『歌うまだらけの有楽町シアター』（よしもと有楽町シアター）

## ディスコグラフィー

### 配信限定シングル
| 発売日         | タイトル                             | レーベル        | 備考 |
| -------------- | ------------------------------------ | --------------- | --- |
| 2018年10月10日 | Pizza Party / EspressoBoys & Kogaken | YOSHIMOTO MUSIC | |
| 2018年10月17日 | 死亡フラグの唄                       | YOSHIMOTO MUSIC | |
| 2022年5月25日  | くるくるくるめピーポー feat.いちご姫 | YOSHIMOTO MUSIC | 作詞：松隈ケンタ・こがけん、作曲：松隈ケンタ、編曲：SCRAMBLES 「いちご姫コンテスト」（福岡県久留米市開催）テーマソング |

### 参加作品
| 発売日        | タイトル                       | 収録曲                                | 備考        |
| ------------- | ------------------------------ | ------------------------------------- | ----------- |
| 2022年3月9日  | 豆柴の大群『豆柴の大群の疾走』 | りスタート（お江戸Ver.）feat.こがけん | DVD&Blu-ray |
| 2022年3月16日 | Laugh & Peace Music BEST 2022  | 死亡フラグの唄                        |             |